# 20416 Мансур
20416 Мансур (20416 Mansour) — астероїд головного поясу, відкритий 14 вересня 1998 року.
Тіссеранів параметр щодо Юпітера — 3,320.